# Decreto sobre Arrestos, Fiscalía y Curso de Investigación
El Decreto sobre Arrestos, Fiscalía y Curso de Investigación número 81 fue emitido conjuntamente por el Sovnarkom y el Comité Central del Partido Comunista de la Unión Soviética (suscrito por Viacheslav Mólotov y Iósif Stalin) el 17 de noviembre de 1938.
Oficialmente marcó el final de la Gran Purga.
El decreto declaró que durante 1936-1938, el NKVD hizo un buen trabajo en la limpieza del país de numerosos "espías, terroristas, diversionistas y destructores [...] que proporcionaron un apoyo significativo a las inteligencias extranjeras en la URSS..." El decreto señaló además que el NKVD fue descuidado y al mismo tiempo demasiado celoso y culpó a los "enemigos del pueblo" que se infiltraron en el NKVD. El decreto prohibió formalmente las operaciones masivas del NKVD y ordenó la estricta conformidad con los códigos de procedimiento penal y la supervisión de las investigaciones del NKVD por parte de los fiscales.